# Caio Júnio Bubulco Bruto
Caio Júnio Bubulco Bruto (em latim: Caius Iunius Bubulcus Brutus) foi um político da gente Júnia da República Romana, eleito cônsul por três vezes, em 317, 313 e 311 a.C., com Quinto Emílio Bárbula, Lúcio Papírio Cursor e Quinto Emílio Bárbula respectivamente. Em 302 a.C., foi nomeado ditador.

## Primeiro consulado (317 a.C.)
Foi eleito cônsul pela primeira vez em 317 a.C. com Quinto Emílio Bárbula. Durante seu mandato, Teano, na Apúlia, se aliou a Roma.

## Segundo consulado (313 a.C.)
Em 313 a.C., foi eleito novamente, desta vez com Lúcio Papírio Cursor. Os dois nomearam Caio Petélio Libo Visolo ditador para conduzir a campanha contra os samnitas. Lívio reporta ainda que, em alguns dos anais que consultou, a captura de Nola era atribuída a Caio Júnio e não ao ditador Caio Petélio.

## Mestre da cavalaria (312 a.C.)
O ditador Caio Sulpício Longo, nomeado em 312 a.C., o escolheu como seu mestre da cavalaria. Ele preparou um exército para enfrentar os etruscos que, aparentemente, estavam se armando para atacar Roma, mas, naquele ano, não foi travada nenhuma batalha

## Terceiro consulado (311 a.C.)
Caio Júnio foi eleito pela última vez em 311 a.C., novamente com Quinto Emílio Bárbula. Roma estava sendo atacada em dois frontes diferentes e, por isso, enquanto Caio Júnio liderou a expedição contra os samnitas, Quinto Emílio liderou o confronto contra os etruscos. Deve ter sido nesta ocasião que prometeu um templo dedicado à deusa Salus ("Hígia"), que depois dedicou durante a sua ditadura. Como consequência desta vitória, obteve a honra de um triunfo.
Os romanos, liderados por Júnio em Sâmnio, depois da captura de Clúvia, onde a guarnição romana havia sido massacrada, conseguiram derrotar os samnitas em uma batalha campal, num local para onde haviam sido atraídos através de falsos pretextos.
Quando retornaram a Roma, os dois cônsules celebraram um triunfo por suas vitórias segundo Lívio. Segundo Diodoro Sículo, a celebração foi apenas pelas vitórias na Apúlia, uma conclusão compartilhada por Niebuhr, que defende que este triunfo foi inventado pela família, principalmente por que na campanha seguinte contra os etruscos não há sinal de que os romanos haviam sido conquistadores na região antes disso.

## Mestre da cavalaria (309 a.C.)
Em 309 a.C., foi mestre da cavalaria novamente com o ditador Lúcio Papírio Cursor

## Censor (307 a.C.)
Em 307 a.C. foi censor com Marco Valério Máximo.

## Ditadura (302 a.C.)
Em 302 a.C., durante o consulado de Marco Lívio Denter e Marco Emílio Paulo, Caio Júnio foi nomeado ditador para enfrentar os équos, que insuflados pela criação de uma colônia romana em Alba, em seu território. Os romanos rapidamente conseguiram a rendição dos équos e o ditador celebrou um triunfo pela vitória. Bubulco voltou a Roma após sete dias, mas não deixou a sua ditadura até dedicar o Templo de Salus. As paredes deste templo foram enfeitadas com pinturas de Caio Fábio Pictor, que provavelmente representam a batalha que ganhara aos samnitas O festival para comemorar a dedicação deste templo foi celebrado no tempo de Cícero, nas “nonas” de sextil.

## Nota
1. ↑  Os Fastos Consulares indicam Caio Sulpício Longo como "rei gerundae causa" e Caio Júnio Bubulco Bruto como seu mestre da cavalaria, Lívio[3] indica este último como ditador, sem indicar, como de costume, que foi o mestre da cavalaria.[4]